# شهاب‌الدین بن عربشاه
شهاب‌الدین بن عربشاه (۱۳۸۹-۱۴۵۰) (نسب کامل: شهاب‌الدین ابوالعباس احمد بن محمد بن عبدالله بن ابراهیم ابن نصر بن محمد بن عربشاه) ادیب، شاعر و عالِم مسلمان شامی بود.

وی به سبب دانش و چیرگی در زبان‌های گوناگون در دیوان انشاء (دیوان همایون) سمت منشی‌گری را برعهده گرفت و مکاتبات دربار عثمانی با فرمانروایان سایر کشورها را به زبانهای عربی، فارسی و ترکی انجام می‌داد و در این مدت آثار بسیاری را برای پادشاه عثمانی از زبان‌های فارسی و عربی به زبان ترکی ترجمه کرد.

## پیشینه
ابن عربشاه در سال ۷۹۱ ه‍.ق از پدر و مادری ایرانی در دمشق به دنیا آمد.
هنگام هجوم تیمور به شام ابن عربشاه به سمرقند رفت (۸۰۳) و نزد جرجانی و جزری به تحصیل علوم ادبی پرداخت و زبان ترکی و مغولی را نیز آموخت.
ابن عرب‌شاه در سال ۸۱۱ به ناحیه خطا رفته و از شرامی حدیث شنود و از آن‌جا به خوارزم و حاجی طرخان و شبه جزیره کریمه و از آنجا به ادرنه به خدمت سلطان محمد اول شد و سلطان او را کاتب خویش کرد.
در سال ۸۲۴ به حلب و در ۸۲۵ به دمشق سفر کرد و از ابوعبداللّه محمد بخاری حدیث فراگرفت و در ۸۳۲ به زیارت مکه رفت و در ۸۴۰ در قاهره به صحبت تغری بردی نائل گشت، و در آن‌جا ماند تا در ۸۵۴ درگذشت.
او دو فرزند به نام‌های حسن و تاج‌الدین عبدالوهاب داشته‌است.

## آثار
- کتاب عجائب المقدور فی نوائب تیمور.
- کتاب فاکهةالخلفا و مفاکهةالظرفا در ده باب مانند کلیله و دمنه و آن اقتباسی است از مرزبان‌نامه.
- ترجمان المترجم بمنتهی الارب فی لغة الترک و العجم و العرب.

و ترجمه‌های چندی از فارسی و عربی به ترکی که به نام سلطان محمد و سلطان مراد از جمله:
- جامع‌الحکایات و لامع‌الروایات عوفی.
- تفسیر ابولیث.
- تعبیر دینوری و غیره.

## پی‌نوشت‌ها
1. ↑  فروخ، عمر (۱۹۸۴). تاریخ الأدب العربی. ج. سوم. بیروت: دارالعلم للملایین. ص. ۸۵۴. تاریخ وارد شده در |سال= را بررسی کنید (کمک)
2. ↑  دائرةالمعارف بزرگ اسلامی بایگانی‌شده  در ۱۷ دسامبر ۲۰۱۰ توسط Wayback Machine، سرواژهٔ ابن عربشاه.